# Баян-Кольский сумон
Баян-Кольский сумон — административно-территориальная единица (сумон) и муниципальное образование со статусом сельского поселения в Кызылском кожууне Тывы Российской Федерации.
Административный центр — село Баян-Кол.

## Население
| 2017 | 2018  |
| ---- | ----- |
| 1243 | ↗1270 |

## Состав сумона
| № | Населённый пункт | Тип населённого пункта       | Население |
| - | ---------------- | ---------------------------- | --------- |
| 1 | Баян-Кол         | село, административный центр | ↘1122     |
| 2 | Оттук-Даш        | арбан                        | ↗1239     |